# موسى جوسيف روبين
موسى جوسيف روبين (بالرومانية: Moses Josef Rubin)‏ هو حاخام روماني، ولد في 1892، وتوفي في 1980.